# John Hobhouse, 1:e baron Broughton
John Cam Hobhouse, 1:e baron Broughton, 2:e baronet, född 27 juni 1786, död 3 juni 1869, var en engelsk litteratör och politiker.
Broughton var under många år en av Byrons närmaste vänner och skrev bland annat kommentarer till Child Harlod (1818). Han hade tagit intryck av Byrons Greklandsvurm och romantiska liberalismoch kämpade vältaligt för sina idéer, sedan han 1828 invalts i parlamentet. Han innehade bland annat posten som minister för Irland (1833) och från 1835 president för The board of control i Melbournes och Russells ministärer. Från och med 1852 drog han sig tillbaka från det offentliga livet och ägnade sig helt åt litterär verksamhet. Föregående år upphöjdes han till peer.